# Родничне
Ро́дничне (рос. Родничное) — село у складі Переволоцького району Оренбурзької області, Росія.

## Населення
Населення — 257 осіб (2010; 201 у 2002).
Національний склад (станом на 2002 рік):
- росіяни — 63 %